# Sainte-Marie (Réunion)
Sainte-Marie ist eine französische Gemeinde im Norden des Übersee-Départements La Réunion und hatte bei der Zählung am 1. Januar 2022 insgesamt 35.584 Einwohner.

## Geschichte
Der Sage nach entdeckte 1667 hier ein Schiff der Flotte der Französischen Ostindienkompanie, die unter der Führung von Mondevergue stand, ein verdächtiges Schiff und nahm die Verfolgung auf. Dieses geriet in Seenot, woraufhin die Mannschaft die Heilige Maria anbetete und versprach, im Falle ihrer Rettung eine Statue zu ihrer Ehre zu errichten.
Nach ihrer Rettung hielt die Mannschaft ihr Versprechen und errichtete eine Andachtsstätte (heute: 'Notre Dame de la Salette') aus den Wrackteilen ihres Schiffes. Später wurde die Ortschaft nach ihr benannt.
1705 zählte das Gebiet fünf Familien, 1709 acht, und 1733 wohnten bereits 25 Familien auf dem Gemeindegebiet.
1748 wurde das Gebiet zum Kirchspiel ernannt und 1790 die Gemeinde Sainte-Marie gegründet. 1945 wurde diese Gemeinde zu einem eigenständigen Kanton.
Der historische Leitspruch der Gemeinde ist: Mari, caelo, terra, floreat Sancta Maria (deutsch: „über Meer, Himmel und Erde möge Sankt-Maria blühen“)

## Wirtschaft & Verkehr
Im Gemeindegebiet befinden sich:
- der größte Flughafen Réunions: Roland-Garros, welcher ebenfalls der
- Firmensitz der Fluglinie Air Austral ist
- der Militärflugplatz 181 Lieutenant Roland Garros.
- ein kleiner Fischereihafen, ebenfalls Stützpunkt der SNSM (Société Nationale de Sauvetage en Mer; eine Seenotrettungsorganisation). Er wurde in den 90er Jahren gebaut.
- ein Multiplex-Kino
- der größte Einkaufszentrum der Insel
- eine Brauerei
- eine Mediathek

## Bildung
In Sainte-Marie gibt es 3 Collèges und zwei Lycées
- Collège Adrien Cerneau
- Collège Beauséjour
- Collège Jean d'Esme
- Lycée Isnelle Amelin
- Lycée Le Verger

## Söhne- und Tochter der Stadt
- Reshad de Gerus (* 2003), Autorennfahrer